# Anna Rogowska

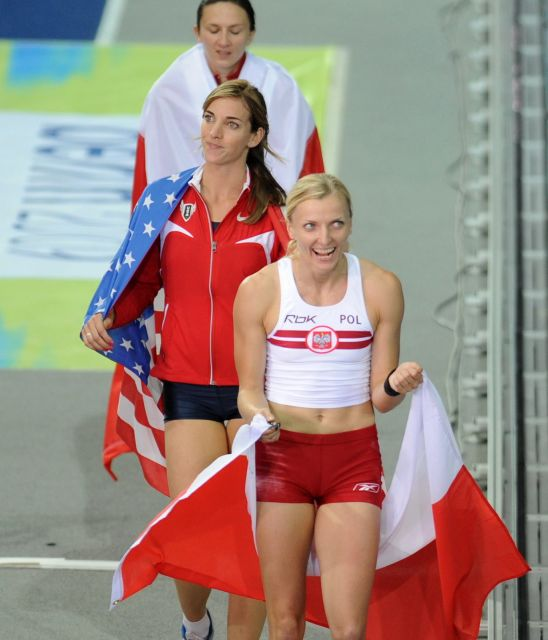
Vreugde bij Anna Rogowska na haar onverwachte overwinning op de WK 2009 in Berlijn.

Anna Rogowska (Gdynia, 21 maart 1981) is een voormalige Poolse atlete, die het polsstokhoogspringen beoefende. Ze werd wereldkampioene en Europees indoorkampioene in deze discipline. Ze nam driemaal deel aan de Olympische Spelen en won hierbij een bronzen medaille.

## Biografie

### Zilver op OS 2004
Rogowska begon al op veertienjarige leeftijd aan deze, voor vrouwen ongewone sport. In 2003 vond ze aansluiting bij de wereldtop door op het wereldindoorkampioenschap in Birmingham zesde te worden.
Op de wereldkampioenschappen atletiek 2003 in Parijs kon haar landgenote Monika Pyrek (vierde) nog voor Rogowska (zevende) eindigen. In 2004 was Rogowska echter sterker en op de Olympische Spelen van Athene in 2004 won ze een zilveren medaille voor Pyrek, die vierde werd.

### Nationaal record
Op het EK indoor in 2005 in Madrid won Rogowska met 4,75 m een zilveren medaille achter Jelena Isinbajeva (goud) en voor Pyrek (brons). Op 22 juli 2005 verbrak ze in Londen het Poolse record met een hoogte van 4,80. Ze werd in deze wedstrijd tweede achter Jelena Isinbajeva, die als eerste vrouw over de vijf meter sprong.
Met dit nieuwe Poolse record was ze medaille-favoriete op de wereldkampioenschappen atletiek 2005 in Helsinki. Ze slaagde er echter niet in om een medaille te veroveren, omdat ze slechts een hoogte van 4,50 behaalde. Wereldkampioene werd Isinbajeva met een nieuwe wereldrecordhoogte van 5,01 en Monika Pyrek won het zilver. Een jaar later won Rogowska op de wereldindoorkampioenschappen in Moskou een zilveren medaille. In de zomer kon ze wegens een blessure niet aan het Europees kampioenschap in Göteborg deelnemen. Op de Europese indoorkampioenschappen in 2007 won ze een bronzen medaille.

### Wereldkampioene
In 2008 was Anna Rogowska opnieuw op de grote toernooien aanwezig. Aan het begin van het jaar nam zij deel aan de wereldindoorkampioenschappen in het Spaanse Valencia, waar zij met 4,55 beslag legde op de zesde plaats. Later dat jaar vertegenwoordigde zij Polen op de Olympische Spelen in Peking. In een wedstrijd waarin Isinbajeva haar eigen wereldrecord verder opschroefde naar 5,05, eindigde zij met 4,45 op een gedeelde tiende plaats.
Anna Rogowska wist echter bij de wereldkampioenschappen atletiek 2009 in Berlijn optimaal te profiteren van de uitschakeling van de Russische titelverdedigster Jelena Isinbajeva. Ze won de wereldtitel met een beste poging van 4,75 en versloeg hiermee haar landgenote Monika Pyrek (zilver; 4,65) en de Amerikaanse Chelsea Johnson (brons; 4,65).
In 2010 ging Jelena Isinbajeva bij de wereldindoorkampioenschappen in Doha andermaal in de fout in die zin, dat zij na haar aanvangshoogte van 4,60 vervolgens op 4,75 driemaal afsprong. Hiermee liet de Russische wereldrecordhoudster het eremetaal opnieuw liggen voor haar concurrentes. Ditmaal was het echter niet Rogowska, maar de Braziliaanse Fabiana Murer die optimaal profiteerde en met 4,80 het goud naar zich toehaalde. Dezelfde hoogte werd eveneens overwonnen door de Russische Svetlana Feofanova, die hiermee het zilver voor zich opeiste. Rogowska sprong over 4,70 en verzekerde zich van de bronzen medaille.
In het daarop volgende zomerseizoen liet Rogowska weinig van zich horen. De 4,71 die zij in juni in Bydgoszcz sprong, is het enige vermeldenswaardige wapenfeit van dat seizoen.

### Europees indoorkampioene
In het indoorseizoen van 2011 deed Rogowska echter weer van zich spreken en hoe. Bij de Europese indoorkampioenschappen in Parijs, waar Isinbajeva wegens ziekte ontbrak, was de Poolse ongenaakbaar. Met een beste indoorprestatie van 4,85, hoger ook dan zij ooit buiten had gesprongen en een nationaal record bovendien, liet Rogowska er geen enkel misverstand over bestaan wie de titel toekwam. Ze deed zelfs nog drie pogingen om over 4,91 te geraken, maar die mislukten. De Duitse Silke Spiegelburg bleef met 4,75 nog het beste in haar spoor.
In hetzelfde jaar was Rogowska minder fortuinlijk bij de WK van Daegu. Ze kwam in de finale niet verder dan 4,55, waarmee ze genoegen moest nemen met een tiende positie.

### Aanvangshoogte niet gehaald
Rogowska deed tijdens het baanseizoen 2012 vanwege blessureleed aan slechts drie wedstrijden mee. Desondanks nam Rogowska in 2012 voor de derde maal deel aan de Olympische Zomerspelen, ditmaal in Londen. Na zich gekwalificeerd te hebben voor de finale, kwam ze tijdens die eindstrijd niet over haar aanvangshoogte van 4,45 heen.
In 2013 was Rogowska succesvoller tijdens de EK indoor van Göteborg. Ze bereikte hier haar beste prestatie van het seizoen van 4,67 in haar tweede poging, net zoals Holly Bleasdale. Beide atletes hadden op eerdere hoogtes één foutsprong, waardoor ze op 4,72 moesten beslissen wie het kampioenschap zou winnen. Nadat zowel Rogowska als Bleasdale 4,72 niet hadden overbrugd, werd er een barrage gesprongen om de winst te bepalen. Beide atletes kregen een extra poging op 4,72 die beiden niet haalden. Uiteindelijk viel de beslissing op 4,67, waar Bleasdale wel overheen kwam en Rogowska niet. Rogowska eindigde dus als tweede.
Tijdens de WK van Moskou in hetzelfde jaar was de wedstrijd voor Rogowska een stuk eerder voorbij: ze haalde in de kwalificatiestrijd haar aanvangshoogte (4,45) niet.

### Blessure
Rogowska sprong in februari 2014 over 4,76 in de Topsporthal Vlaanderen in Gent, wat haar beste sprong in drie jaar tijd was. Hiermee kwalificeerde ze zich voor de WK indoor van 2014, gehouden in Sopot, vlak bij haar geboorteplaats Gdynia. Ze kon voor thuispubliek geen medaille veroveren: ze eindigde als vijfde met een hoogte van 4,65.
Rogowska kwam vanwege blessures, waarvan de ernstigste aan haar knie, niet in actie bij de EK van 2014 in Zürich. Haar beste seizoensprestatie dat jaar was ook beduidend minder dan tijdens de voorgaande jaren: ze kwam over 4,50 tijdens de Adidas Grand Prix in New York en tijdens de Golden Gala in Rome.

### Einde
Op 27 februari 2015 kondigde Rogowska haar afscheid van de topsport aan.

### Studie
Rogowska heeft sportwetenschappen gestudeerd aan de universiteit van Gdansk. Daar studeerde zij af in de richting 'Toerisme en Recreatie'.

## Titels
- Wereldkampioene polsstokhoogspringen - 2009
- Europees indoorkampioene polsstokhoogspringen - 2011
- Pools kampioene polsstokhoogspringen - 2009, 2011, 2013, 2014

## Persoonlijke records
| Onderdeel                      | Prestatie   | Datum            | Plaats  |
| ------------------------------ | ----------- | ---------------- | ------- |
| polsstokhoogspringen (outdoor) | 4,83 m (NR) | 26 augustus 2005 | Brussel |
| polsstokhoogspringen (indoor)  | 4,85 m (NR) | 6 maart 2011     | Parijs  |

## Palmares

### polsstokhoogspringen
Kampioenschappen
- 2002: 12e in kwal. EK indoor - 4,20 m
- 2002: 7e EK - 4,30 m
- 2003: 6e WK indoor - 4,35 m
- 2003:  EK U23 - 4,35 m
- 2003: 7e WK - 4,45 m
- 2004: 7e WK indoor - 4,40 m
- 2004:  OS - 4,70 m
- 2004:  Wereldatletiekfinale - 4,60 m
- 2005:  EK indoor - 4,75 m
- 2005:  Europacup - 4,60 m
- 2005: 6e WK - 4,35 m
- 2005: 7e Wereldatletiekfinale - 4,35 m
- 2006:  Europese Indoorcup - 4,80 m
- 2006:  WK indoor - 4,75 m
- 2007:  EK indoor - 4,66 m
- 2007: 8e WK - 4,60 m
- 2008: 6e WK indoor - 4,55 m
- 2008: 10e OS - 4,45 m
- 2009:  WK - 4,75 m
- 2009: 4e Wereldatletiekfinale - 4,50 m
- 2010:  WK indoor - 4,70 m
- 2011:  EK indoor - 4,85 m (NR)
- 2011: 10e WK - 4,55 m
- 2012: NM OS (4,55 in kwal.)
- 2013:  EK indoor - 4,67 m
- 2013: NM in kwal. WK
- 2014: 5e WK indoor - 4,65 m

Golden League-podiumplekken
- 2005:  Memorial Van Damme – 4,83 m
- 2009:  ISTAF – 4,68 m
- 2009:  Meeting Areva – 4,55 m
- 2009:  Weltklasse Zürich – 4,76 m

Diamond League-podiumplekken
- 2010:  Qatar Athletic Super Grand Prix – 4,55 m
- 2010:  Golden Gala – 4,60 m
- 2010:  Prefontaine Classic – 4,58 m
- 2011:  Prefontaine Classic – 4,68 m
- 2011:  Bislett Games – 4,40 m
- 2013:  Bislett Games – 4,50 m

## Onderscheidingen
- Kruis van Verdienste in Goud - 2004
- Ridder in de Orde Polonia Restituta - 2009

1999 Stacy Dragila · 
2001 Stacy Dragila · 
2003 Svetlana Feofanova · 
2005 Jelena Isinbajeva ·
2007 Jelena Isinbajeva ·
2009 Anna Rogowska ·
2011 Fabiana Murer ·
2013 Jelena Isinbajeva ·
2015 Yarisley Silva ·
2017 Ekaterini Stefanidi ·
2019 Anzjelika Sidorova ·
2022 Katie Nageotte ·
2023 Nina Kennedy & Katie Moon
- World Athletics: 14294343
- Nationale Bibliotheek van Polen: a0000003090709
- Virtual International Authority File: 317287751